# Coat-Méal
Coat-Méal är en kommun i departementet Finistère i regionen Bretagne i västra Frankrike. Kommunen ligger i kantonen Plabennec som tillhör arrondissementet Brest. År 2022 hade Coat-Méal 1 135 invånare.

## Befolkningsutveckling
Antalet invånare i kommunen Coat-Méal
Referens:INSEE